# کیوبی‌زد-۹۵
کیوبی‌زد-۹۵ (به انگلیسی: QBZ - 95) اسلحه خودکاری است که اولین بار توسط کشور چین ساخته شد. بیشتر بدنهٔ این اسلحه از پلاستیک سخت ساخته شده‌است.
کیوبی‌زد-۹۵ دارای دوربین و دارای محل قرارگیری سرنیزه است. وزن سبک بدون خشاب ۳٫۵ کیلوگرم و کالیبر آن ۵٫۵۶x۴۲ میلی متر و طول آن ۷۶۰ میلی متر می‌باشد.

## مشخصات
- کشور سازنده چین
- کالیبر، میلی‌متر ۵٫۵۶x۴۲
- طول، میلی‌متر ۷۶۰
- طول بارل، میلی‌متر ۵۲۰
- وزن خالی کیلوگرم ۳٫۵
- ظرفیت خشاب، دوره ۳۰

## دارنده‌ها
- چین[۳]
- کامبوج
- میانمار[۴]
- سری‌لانکا